# Deniz Arabaci
Deniz Arabaci (Hasselt, 11 maart 2003) is een Belgisch voetballer die onder contract ligt bij KRC Genk. Hij kan zowel op de positie van flankverdediger als flankaanvaller uit de voeten.

## Carrière
Arabaci zette zijn eerste voetbalstappen bij het lokale KFC Helson Helchteren uit Houthalen-Helchteren. In 2015 maakte hij de overstap naar de jeugdwerking van Lommel SK waar hij drie jaar zou verblijven. In 2018 maakte hij op 15-jarige leeftijd de overstap naar de jeugd van eersteklasser KRC Genk. In het seizoen 2022/23 maakte hij bij Jong Genk zijn profdebuut.

## Clubstatistieken
| Seizoen         | Club            | Land            | Competitie      | Competitie | Competitie | Beker | Beker | Supercup | Supercup | Europees | Europees | Totaal | Totaal |
| Seizoen         | Club            | Land            | Competitie      | Wed.       | Dlp.       | Wed.  | Dlp.  | Wed.     | Dlp.     | Wed.     | Dlp.     | Wed.   | Dlp.   |
| --------------- | --------------- | --------------- | --------------- | ---------- | ---------- | ----- | ----- | -------- | -------- | -------- | -------- | ------ | ------ |
| 2022/23         | Jong Genk       | Vlag van België | Eerste klasse B | 16         | 0          | —     | —     | —        | —        | —        | —        | 16     | 0      |
| 2023/24         | Jong Genk       | Vlag van België | Eerste klasse B | 2          | 0          | —     | —     | —        | —        | —        | —        | 2      | 0      |
| Carrière totaal | Carrière totaal | Carrière totaal | Carrière totaal | 18         | 0          | 0     | 0     | 0        | 0        | 0        | 0        | 18     | 0      |

Bijgewerkt op 31 augustus 2023.
1 Van Crombrugge ·
2 Pierre ·
3 Mujaid ·
6 Smets ·
7 Bonsu Baah ·
8 Heynen  ·
9 Oh ·
11 Oyen ·
14 Sor ·
15 Claes ·
17 Hrošovský ·
18 Kayembe ·
19 Medina ·
20 Karetsas ·
21 Bangoura ·
22 Manguelle ·
23 Steuckers ·
24 Sattlberger ·
27 Nkuba ·
32 Adedeji-Sternberg ·
34 Palacios ·
39 Penders ·
44 Kongolo ·
51 Brughmans ·
77 El Ouahdi ·
99 Tolu ·
Coach: Fink